# 礼受駅

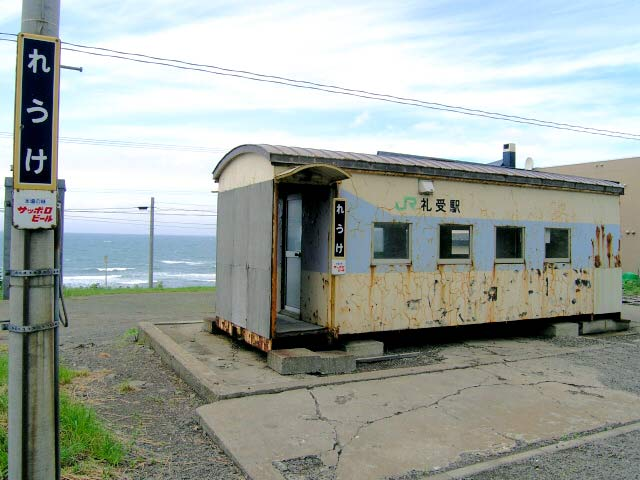
ホームから望む駅舎（2004年6月）

礼受駅（れうけえき）は、北海道（留萌振興局）留萌市礼受町にあった北海道旅客鉄道（JR北海道）留萌本線の駅（廃駅）である。電報略号はレウ。事務管理コードは▲121511であった。

## 歴史

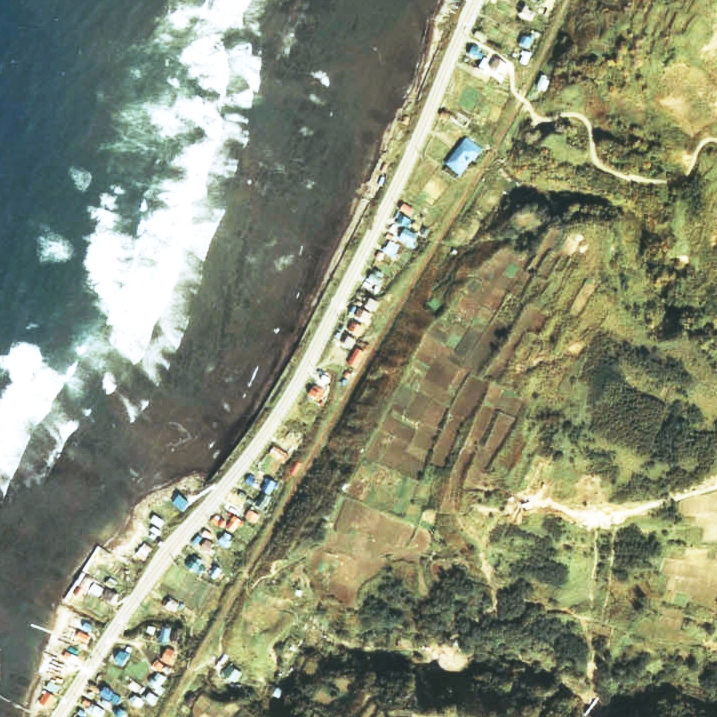
1977年の礼受駅と周囲約500m範囲。下が増毛方面。

- 1921年（大正10年）11月5日：鉄道省留萠線留萠駅 - 増毛駅間開通（留萠線全通）に伴い開業[3][4][5]。一般駅[1]。
- 1931年（昭和6年）10月10日：線路名を留萠本線に改称、それに伴い同線の駅となる[4]。
- 1949年（昭和24年）6月1日：公共企業体である日本国有鉄道に移管。
- 1960年（昭和35年）9月15日：貨物取扱い廃止[1]。
- 1962年（昭和37年）4月1日：業務委託化。
- 1984年（昭和59年）2月1日：荷物取扱い廃止[1]。同時に無人化[6][7]。
- 1980年代後半 - 駅舎改築、貨車駅舎となる。
- 1987年（昭和62年）4月1日：国鉄分割民営化によりJR北海道に継承[1]。
- 1997年（平成9年）4月1日：線路名を留萌本線に改称、それに伴い同線の駅となる[4]。
- 2016年（平成28年）12月5日：留萌駅 - 増毛駅間の廃止に伴い、廃駅となる[8]。

### 駅名の由来
所在地名より。アイヌ語の「レウケㇷ゚（rewke-p）」（曲がっている・もの）に由来する。付近の岬の突き出て曲がっている地形を指したものとされる。

## 駅構造
単式ホーム1面1線の地上駅で、ホームは線路の西側（増毛方面に向かって右手側）に存在していた。廃止時点では転轍機を持たない棒線駅だが、かつては駅裏側にホームの無い副本線、留萌側から分岐し駅舎横までの貨物積卸線を有していた。これらは貨物取扱い廃止後に撤去され、ホーム前後の線路は転轍機の名残りで湾曲していた。
無人駅となっており、駅舎は構内の西側に位置しホーム中央部分に接している。有人駅時代の古い木造駅舎は取り壊され、旧駅舎の基礎の上にヨ3500形車掌車を改造した貨車駅舎が設置されていた。
留萌本線や宗谷本線など旭川支社管内に見られる貨車駅舎と外観は類似し、潮風の直撃を受けるため外壁の塗装は劣化し、塗装全体が傷んで亀甲のようにひび割れさびが浮き、裾の部分には鉄板が継ぎ当てられていた。トイレはない。1983年（昭和58年）4月時点では、ホームは砂利敷きであった。
2016年、駅名板が3枚盗難にあったが、「いたちごっこになる」という理由で、新たに取り付けられる事は無かった。

## 利用状況
- 1992年度（平成4年度）の1日乗降客数は12人[10]。
- 2011年（平成23年）- 2015年（平成27年）の11月の調査日に実施された、乗降人員調査の平均は「1名以下」[16]。

## 駅周辺
漁港の集落。海に近い小高い丘の上にあるため冬季は風が強い。駅は海に比べ小高い位置にあり、駅舎の4つの窓全てから日本海を見渡すことができる。駅裏は小高い山になっている。
- 国道231号（日本海オロロンライン）
- 礼受簡易郵便局
- 旧留萌佐賀家漁場 - 漁場全体が国指定史跡となっている[12]。母屋は江戸末期から明治初期の建築である[12]。
- 関家番屋
- 市営礼受牧場 - 駅の東[10]。
- 日本海 - 駅から0.1km[11]。
- 沿岸バス「礼受第1」停留所
  - かつては「礼受駅」という停留所名だったが、廃駅後の2017年4月1日より現名称に変更された。

## 隣の駅
北海道旅客鉄道（JR北海道）
留萌本線
瀬越駅 - 礼受駅 - 阿分駅
瀬越駅 - 当駅間に臨時駅の浜中海水浴場駅が存在した（1989年（平成元年）7月23日開業、1995年（平成7年）8月8日廃止）。